# غرايم غودال
غرايم غودال (بالإنجليزية: Graeme Goodall)‏ هو منتج أسطوانات وملحن أسترالي، ولد في 1932 في كولفيلد ‏ في أستراليا، وتوفي في 4 ديسمبر 2014 في أتلانتا في الولايات المتحدة.